# Nicolas Charles Oudinot
Nicolas Charles Oudinot, duca di Reggio Calabria (Bar-le-Duc, 25 aprile 1767 – Parigi, 13 settembre 1847), è stato un generale francese, Maresciallo dell'Impero con Napoleone Bonaparte.
Militare di origini borghesi, Oudinot ottenne i gradi di ufficiale grazie alla Rivoluzione francese e si mise ben presto in luce durante gli eventi delle guerre rivoluzionarie francesi: ottenne varie promozioni sul fronte del Reno per poi diventare generale e servire sotto Andrea Massena durante le campagne in Svizzera e Italia. Escluso dalla prima nomina dei marescialli dopo la proclamazione dell'Impero, servì come comandante di divisione nelle armate napoleoniche durante le campagne in Germania e Polonia, distinguendosi in particolare nella battaglia di Friedland. Dopo la sua ottima condotta nella battaglia di Aspern-Essling, Oudinot ottenne il comando di un corpo d'armata che guidò nella successiva battaglia di Wagram; al termine di questa, fu nominato sul campo maresciallo dell'Impero.
Oudinot servì nel corso della campagna di Russia, mettendosi in luce in particolare durante la battaglia della Beresina, e poi ancora nella campagna di Germania del 1813 e nella campagna nel nord-est della Francia del 1814, con risultati altalenanti. Ottenne varie volte comandi indipendenti di un certo livello, dimostrandosi però incerto e poco risoluto in essi; fondamentalmente Oudinot non fu mai un grande stratega ma piuttosto un ottimo comandante subordinato, ligio alla disciplina, fedele ai giuramenti dati e gran trascinatore di uomini che sovente comandava dalla prima linea; ne fu una testimonianza il gran numero di ferite di guerra riportate nel corso della sua carriera militare, pari a ventiquattro (o trentasei secondo altri conteggi).
Dopo l'abdicazione di Napoleone giurò fedeltà alla monarchia restaurata, restando in disparte e non appoggiando i "cento giorni" di Bonaparte; servì ancora sul campo nel corso della spedizione di Spagna del 1823, per poi ritirarsi a vita privata nel 1830 dopo la "rivoluzione di luglio". Morì nel 1847 e fu sepolto all'Hôtel des Invalides; il suo nome è iscritto nell'Arco di Trionfo di Parigi.

## Biografia

### Primi anni

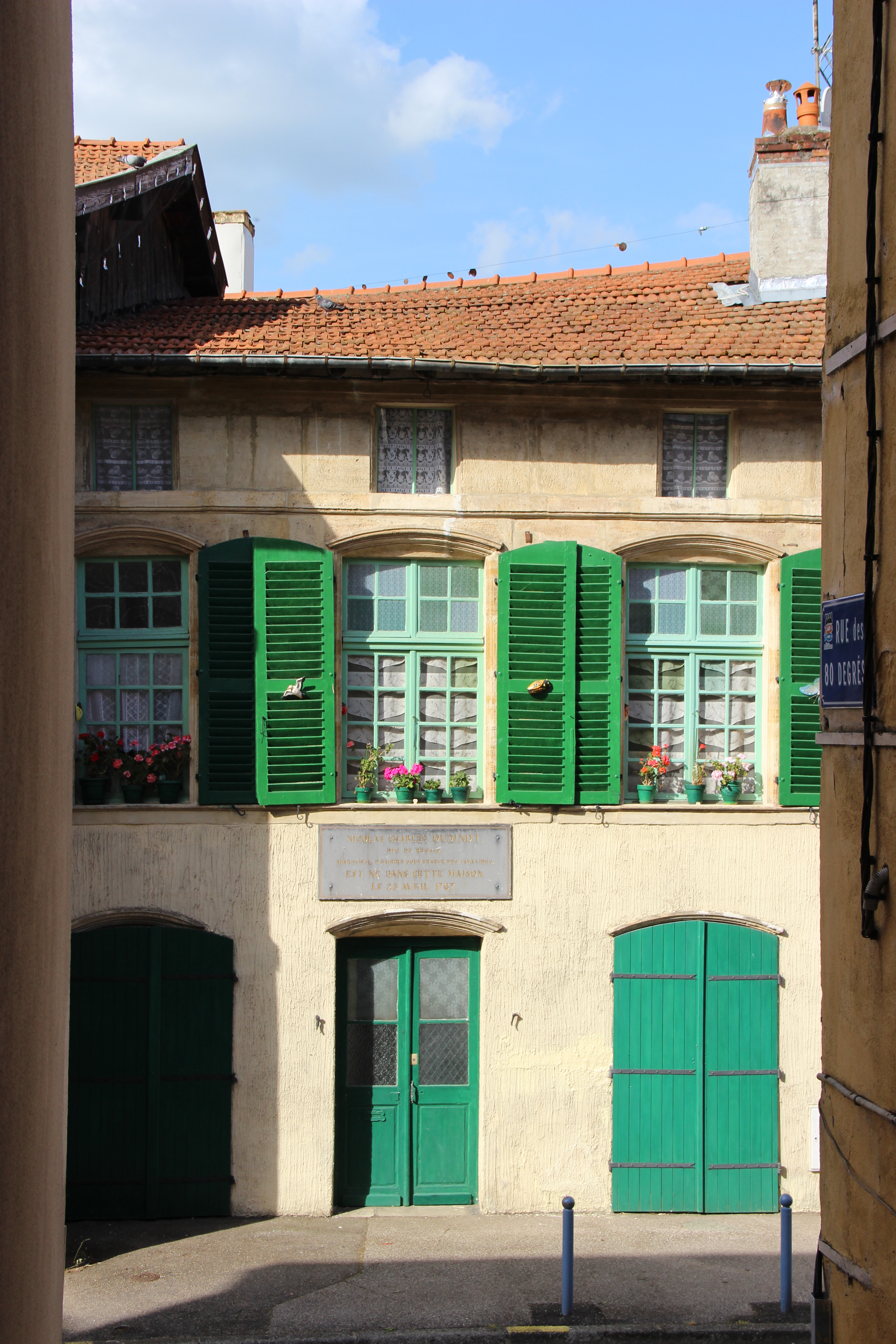
Veduta odierna della casa natale di Oudinot a Bar-le-Duc

Proveniente da una famiglia borghese della Lorena, Oudinot nacque nella località di Bar-le-Duc da Nicolas Oudinot (un birraio e distillatore di successo) e da Marie Anne Adam. Unico di nove fratelli a sopravvivere fino all'età adulta, fu un buono studente ma decise di non seguire l'attività di famiglia e nel 1784, all'età di diciassette anni, scappò di casa per intraprendere la carriera militare, arruolandosi come soldato semplice nel reggimento di fanteria Medoc. Senza avere alcuna possibilità di avanzamento di carriera a seguito delle sue modeste origini borghesi, nel 1787 si congedò con onore dal servizio con il grado di sergente, rientrando in famiglia per riprendere l'attività economica del padre.
Dopo lo scoppio della Rivoluzione francese e l'inizio delle guerre rivoluzionarie, Oudinot tornò sotto le armi: sostenitore della rivoluzione, nell'agosto 1789 fu eletto dal consiglio cittadino come capitano della compagnia a cavallo della milizia di Bar-le-Duc; nello stesso anno sposò Charlotte Derlin, la quale gli diede sei figli.
Dopo aver ottenuto promozioni in seno alla milizia, nel settembre 1791 Oudinot si arruolò nella Guardia nazionale e fu eletto come tenente colonnello del 3º Battaglione dei volontari della Mosa, di cui divenne comandante nel luglio 1792. Oudinot ebbe il suo battesimo del fuoco alla battaglia di Arlon il 9 giugno 1793 nel teatro bellico dei Paesi Bassi austriaci della guerra della prima coalizione; poco dopo il suo battaglione fu distaccato in forza all'Armata del Reno, e il 5 novembre Oudinot ottenne il trasferimento nell'esercito regolare e una promozione a colonnello del 2º Battaglione del 2º Reggimento fanteria di linea.

### Le guerre rivoluzionarie
Oudinot si mise in luce nel corso degli scontri di Gundershofen-Mietesheim del novembre 1793, parte della più ampia battaglia di Haguenau: dopo l'uccisione del suo comandante superiore, Oudinot assunse il comando della divisione cui era assegnato il suo reggimento e la guidò nel corso dei duri scontri con gli austriaci che li avevano circondati, finché non fu soccorso dalle restanti forze francesi. Nel corso della battaglia Oudinot fu gravemente ferito da una pallottola che lo colpì alla testa, la prima di ben ventiquattro ferite collezionate poi nel corso della sua carriera militare; Oudinot non rientrò in servizio fino all'aprile 1794: la ferita guarì molto lentamente e gli causò per sempre gravi mal di testa.

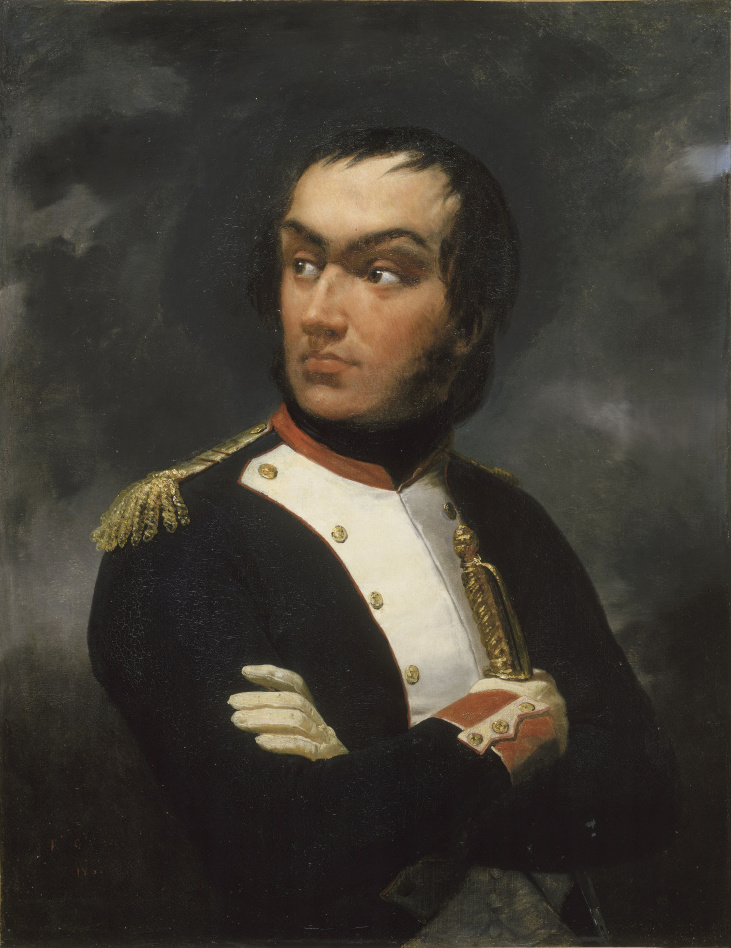
Il giovane Oudinot in un quadro di Raymond Monvoisin del 1835

Il 22 maggio 1794 Oudinot comandò l'avanguardia della divisione del generale Jean-Jacques Ambert nel corso della battaglia di Kaiserslautern contro i prussiani: alla testa di due battaglioni di fanteria e 80 cavalieri, Oudinot dovette sostenere gli attacchi di diciannove battaglioni di fanteria e tredici squadroni di cavalleria nemici, tenendo la sua posizione per tre ore prima di ricevere l'ordine di ripiegare; durante la ritirata generale della divisione di Ambert, Oudinot guidò una carica per ricatturare l'artiglieria divisionale caduta in mano ai prussiani. Il comandante dell'armata, generale Jean René Moreaux, elogiò Oudinot nel suo rapporto e il 12 giugno 1794 il giovane colonnello fu promosso al grado di generale di brigata. L'8 agosto seguente, al comando di una brigata della divisione di Ambert, Oudinot partecipò agli scontri per la cattura di Treviri, rompendosi una gamba dopo che il suo cavallo fu ucciso da una pallottola; in attesa della guarigione fu fatto governatore della appena catturata città di Treviri, anche se dovette rientrare in Francia per completare la sua convalescenza. Oudinot non ritornò in servizio fino all'agosto 1795.
Nell'ottobre seguente Oudinot fu in azione nel corso dell'assedio di Mannheim come comandante di brigata nell'armata del Reno di Jean-Charles Pichegru; nel corso di un violento contrattacco delle truppe austriache, Oudinot ricevette in poco tempo sei ferite (cinque colpi di sciabola e un colpo di moschetto), e fu lasciato sul campo di battaglia come morto finché non venne soccorso dagli stessi austriaci. Detenuto come prigioniero di guerra a Ulma, Oudinot fu liberato il 7 gennaio 1796 dopo essere stato scambiato con il generale austriaco Zainiaü; rientrò in servizio attivo nell'agosto seguente, giusto in tempo per partecipare all'invasione della Germania lanciata dal generale Jean Victor Marie Moreau. Il 14 settembre 1796, nel corso di uno scontro con gli austriaci a Ingolstadt, Oudinot assunse il comando della divisione del generale Antoine Guillaume Delmas, rimasto gravemente ferito, e tenne il campo per tutto il pomeriggio contro superiori forze nemiche; l'azione gli costò altre cinque ferite (quattro causate da sciabolate oltre a una pallottola nella coscia), e dovette ancora una volta lasciare il servizio per le cure. In effetti, nei tre anni appena trascorsi il generale aveva passato più tempo in convalescenza che in azione sul campo.

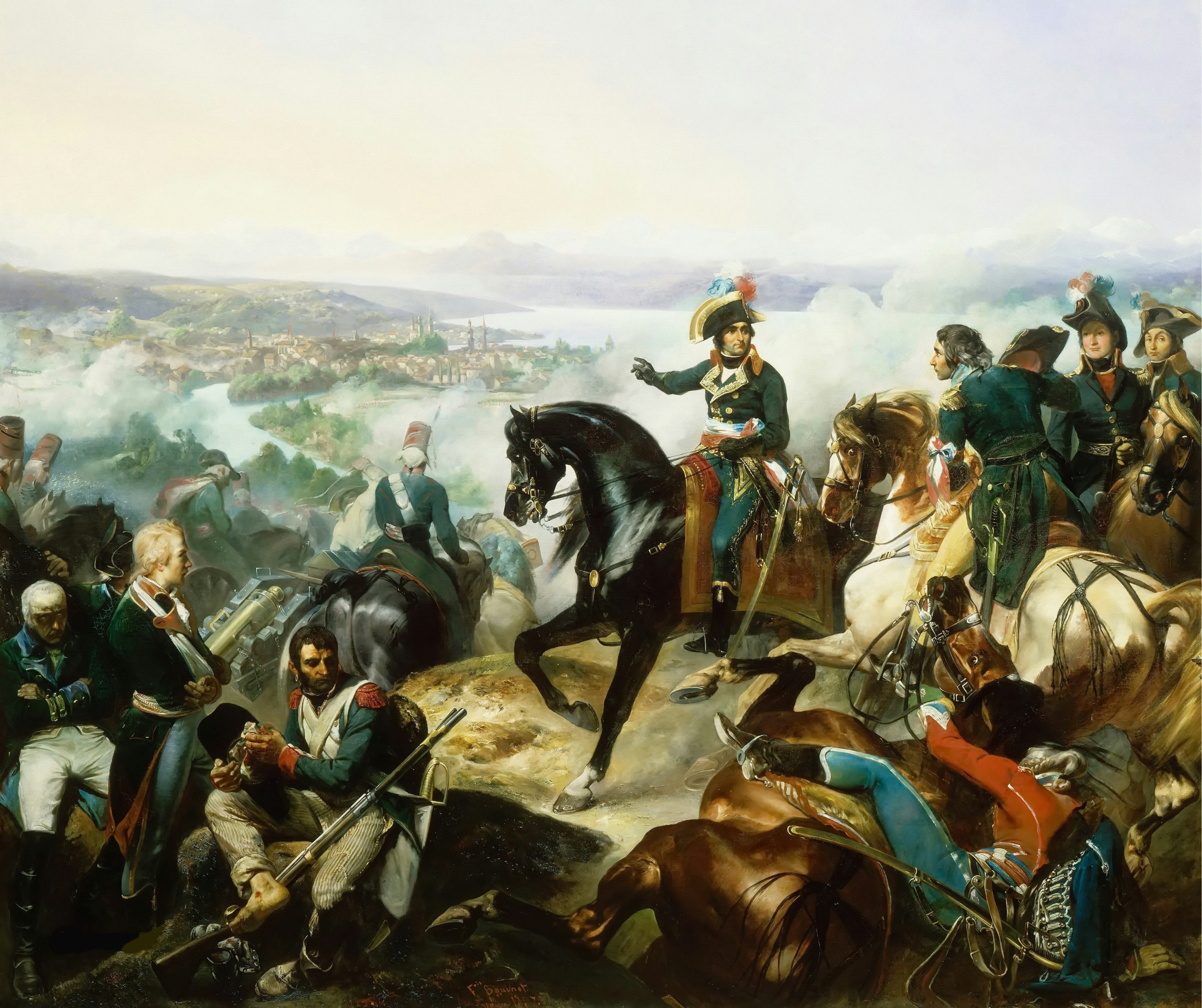
Lo stato maggiore francese alla seconda battaglia di Zurigo in un quadro di François Bouchot del 1837

Dopo la conclusione delle ostilità con l'Austria nell'ottobre 1797, Oudinot fu trasferito presso vari comandi prima di essere assegnato all'Armata della Svizzera di Andrea Massena nel novembre 1798. Il sodalizio di Oudinot con Massena si consolidò nel corso della guerra della seconda coalizione, scoppiata nel marzo 1799: Oudinot si mise ancora una volta in luce nel corso di un'azione a Feldkirch il 7 marzo, prendendo quattro cannoni e 1.000 prigionieri agli austriaci, e fu elogiato nel rapporto di Massena al Direttorio; dopo gli scontri della battaglia di Feldkirch il 23 marzo seguente, Massena raccomandò Oudinot per una promozione a generale di divisione, infine conferita il 12 aprile 1799. Oudinot continuò a servire sotto Massena nel corso della campagna in Svizzera contro gli austriaci, e il 4 giugno ricevette una pallottola nel petto nel corso della prima battaglia di Zurigo. Il 25 luglio fu nominato da Massena come suo capo di stato maggiore personale, mettendosi subito in luce come ottimo organizzatore e abile comandante in seconda.
Il 14 agosto, durante la battaglia di Schwyz, Oudinot fu nuovamente ferito da una pallottola che lo colpì alla spalla; rientrò in servizio alla metà di settembre, giusto in tempo per prendere parte alla decisiva vittoria francese nella seconda battaglia di Zurigo: nonostante il suo incarico amministrativo come capo di stato maggiore, Oudinot si pose alla testa dei reparti d'avanguardia che catturarono la stessa Zurigo, subendo la sua sedicesima ferita (una pallottola nella coscia). In seguito accompagnò Massena in Italia, e quando quest'ultimo fu assediato a Genova con la sua armata nell'aprile 1800 Oudinot fu inviato attraverso le linee nemiche per recapitare degli ordini alle forze di soccorso francesi del generale Louis Gabriel Suchet, combattendo sotto di lui nel corso dei fallimentari tentativi di rompere il blocco di Genova. Dopo la capitolazione di Genova nel giugno 1800, Oudinot fu assegnato come capo di stato maggiore all'Armata d'Italia del generale Guillaume Marie-Anne Brune, mettendosi ancora una volta in luce durante la battaglia di Monzambano: per questa azione Napoleone gli consegnò una spada d'onore.

### Agli ordini di Napoleone

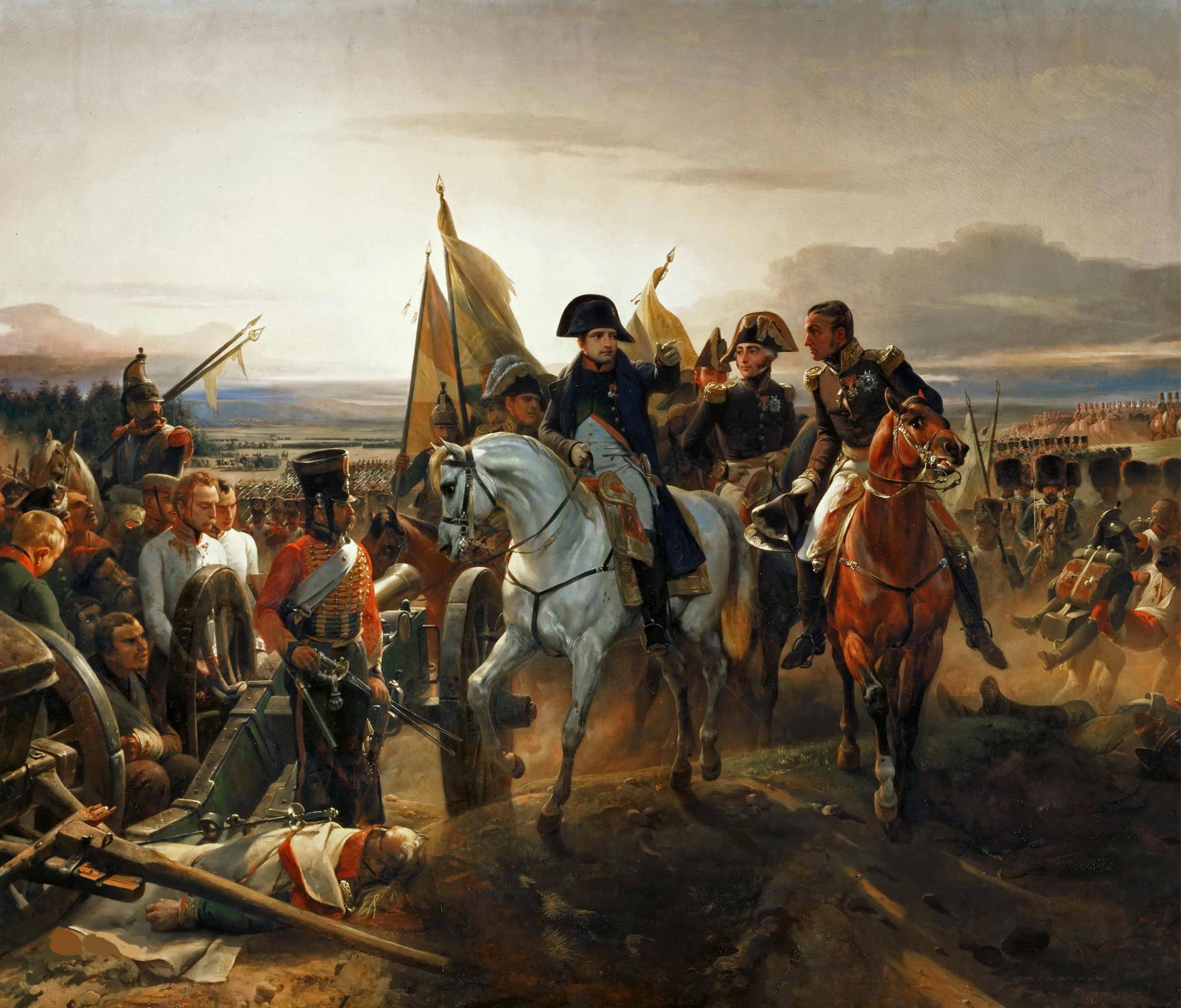
Napoleone alla battaglia di Friedland in un quadro di Horace Vernet; Oudinot è l'ufficiale a cavallo più a destra

Nominato ispettore generale della fanteria durante il breve periodo di pace seguente il trattato di Amiens, con la ripresa delle ostilità tra Francia e Regno Unito nel 1803 Oudinot fu messo al comando di una divisione nel corpo d'armata Louis-Nicolas Davout. Dopo la proclamazione del Primo Impero francese nel maggio 1804 Oudinot fu proposto per la promozione a Maresciallo dell'Impero, ma fu infine scartato: pesarono il fatto di non aver mai combattuto agli ordini diretti di Napoleone e di non aver mai avuto un comando indipendente di un certo livello, oltre alla sua associazione con i generali della vecchia Armata del Reno considerati di tendenze troppo repubblicane; fu comunque insignito della Gran Croce della Legion d'onore da poco istituita.
Nel febbraio 1805 Oudinot fu messo al comando di una speciale "divisione granatieri" creata ad hoc all'interno del V Corpo d'armata del maresciallo Jean Lannes: l'unità, ben presto nota come i "granatieri di Oudinot", si guadagnò la reputazione di corpo d'élite anche per via del duro addestramento e della rigida disciplina imposta dal suo comandante. Dopo lo scoppio della guerra della terza coalizione, Oudinot servì con le sue truppe durante la campagna di Ulma come parte delle forze di avanguardia, combattendo alla battaglia di Wertingen (8 ottobre), alla battaglia di Amstetten (5 novembre) e alla battaglia di Schöngrabern (16 novembre), nel corso della quale guidò la cattura di un importante ponte sul Danubio riportando un'ennesima ferita (una pallottola nella coscia). Inviato in convalescenza a Vienna, rientrò precipitosamente presso l'armata non appena seppe che un'importante battaglia stava per essere combattuta contro gli austro-russi; Oudinot fu quindi presente alla testa dei suoi granatieri alla battaglia di Austerlitz il 2 dicembre, anche se la sua divisione vide poca azione nel corso dello scontro.
Dopo la conclusione del conflitto la divisione di Oudinot fu sciolta e il generale fu inviato a condurre una delicata missione diplomatica, l'occupazione del Principato di Neuchâtel da parte della Francia; Oudinot gestì l'operazione senza spargimenti di sangue, e fu per questo nominato cittadino onorario di Neuchâtel. Dopo lo scoppio della guerra della quarta coalizione Oudinot comandò una divisione di dragoni appiedati, un incarico di basso prestigio, anche se nel novembre 1806 Napoleone autorizzò la ricostruzione della sua "divisione granatieri" sempre in forza al V Corpo d'armata di Lannes. Nel corso della seguente campagna in Polonia, la divisione di Oudinot fu impegnata nella battaglia di Ostrołęka il 16 febbraio 1807 per poi partecipare all'assedio di Danzica dal marzo al maggio seguente; il 14 giugno 1807 i granatieri di Oudinot furono al centro degli scontri della battaglia di Friedland, conclusasi con una decisiva vittoria di Napoleone.

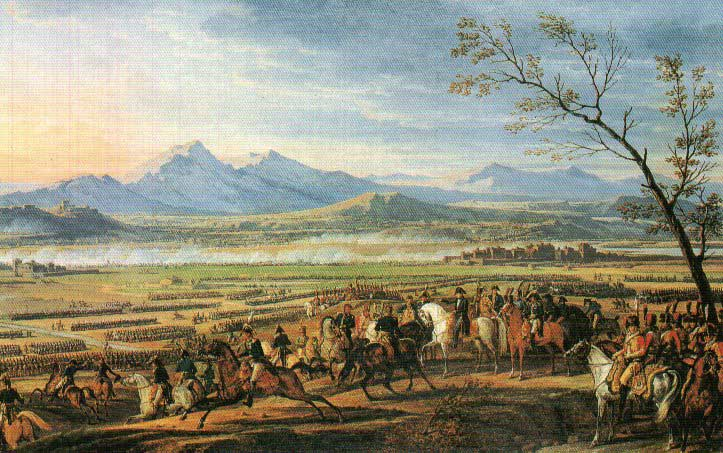
La battaglia di Wagram in un quadro di Emil Adam

Concluse le ostilità con la Russia, Oudinot fu di guarnigione a Danzica dove, nel dicembre 1807, dovette registrare l'ennesima ferita: il generale si ruppe la gamba destra a causa di una caduta da cavallo. Il 25 luglio 1808 Oudinot fu ricompensato per i suoi servigi con la nomina a conte dell'Impero, e nel settembre di quell'anno servì come governatore militare di Erfurt durante un importante incontro diplomatico tra l'imperatore Napoleone e lo zar Alessandro I di Russia. Durante la guerra della quinta coalizione nel 1809 Oudinot fu messo alla testa di una divisione di inesperti coscritti francesi del II Corpo d'armata comandato da Lannes, anche se per breve tempo sostituì il suo superiore nella guida del corpo durante le fasi iniziali della campagna contro l'Austria. Tra il 21 e il 22 maggio le truppe di Oudinot furono impegnate nella dura battaglia di Aspern-Essling: tutti gli ufficiali della divisione furono uccisi o feriti nello scontro tra cui lo stesso Oudinot, ferito al braccio da una sciabolata. Con la morte di Lannes nella battaglia, Napoleone nominò Oudinot alla guida del II Corpo d'armata.
Il II Corpo di Oudinot giocò un ruolo importante nella decisiva battaglia di Wagram tra il 5 e il 6 luglio 1809: tra le prime ad attraversare in Danubio, le truppe di Oudinot furono duramente impegnate sull'ala destra dello schieramento francese, riuscendo infine a strappare il controllo del villaggio di Wagram agli austriaci e spezzando così la linea nemica. Oudinot fu ancora una volta ferito in battaglia, con una pallottola che quasi gli strappò via l'orecchio destro. La propensione del generale a subire ferite era ormai divenuta proverbiale in seno all'esercito francese: era noto che, prima di ogni azione, il suo maggiordomo avesse cura di procurarsi una cassetta di strumenti del pronto soccorso, certo del fatto che sarebbe presto servita al suo superiore. La reputazione di Oudinot presso la truppa e la sua buona prova alla guida di un corpo d'armata portarono infine, il 12 luglio, alla decisione di Napoleone di nominarlo maresciallo dell'Impero, uno dei tre (insieme a Macdonald e Marmont) nominati "sul campo" per i loro meriti a Wagram. Come ulteriore ricompensa, nell'aprile 1810 Oudinot ottenne il titolo nobiliare di "Duca di Reggio".

### Maresciallo dell'Impero

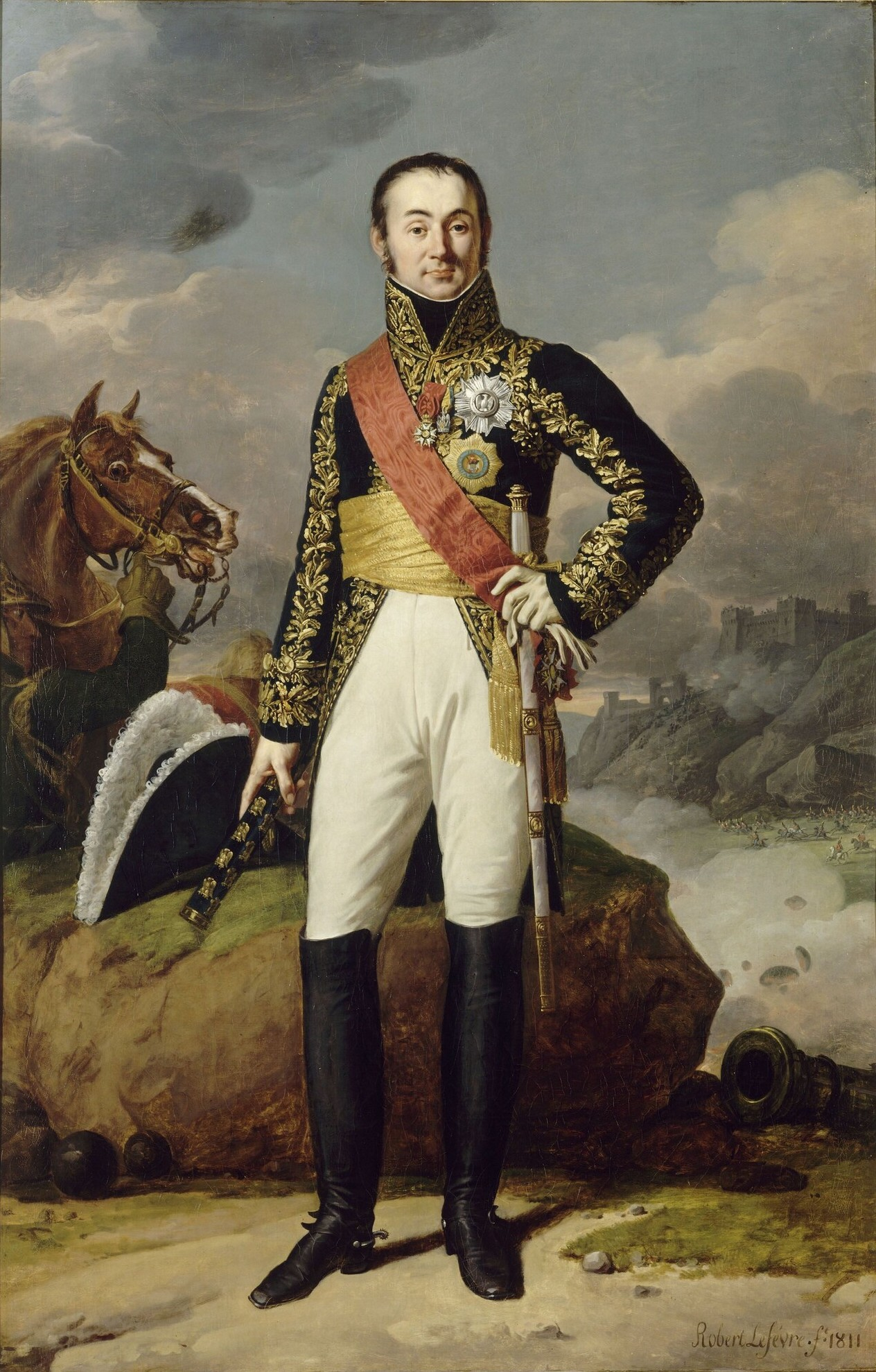
Oudinot nelle vesti di maresciallo in un quadro di Robert Lefèvre del 1811

Il primo incarico di Oudinot nelle vesti di maresciallo fu, nel gennaio, 1810, l'occupazione del Regno d'Olanda, stato satellite di francesi che tuttavia Napoleone aveva deciso di incorporare direttamente all'interno della Francia onde rafforzare il sistema del Blocco continentale; l'occupazione fu portata a termine in modo pacifico grazie al tatto e alla diplomazia di Oudinot, che rimase a gestire i territori olandesi fino al gennaio 1811. Rimasto vedovo della moglie Charlotte nel 1810, l'anno seguente Oudinot si sposò con Marie Charlotte Eugénie de Coucy, proveniente da una famiglia della vecchia nobiltà provinciale francese, la quale gli diede altri quattro figli.
All'avvio della campagna di Russia nel giugno 1812 Oudinot era ancora una volta alla testa del II Corpo d'armata, distaccato dal corpo principale della Grande Armata di Napoleone per proteggerne il fianco settentrionale; per la prima volta alle prese con un comando indipendente di un certo spessore, Oudinot fronteggiò le forze russe del generale Peter Wittgenstein nella zona di Polack ma mostrò un atteggiamento piuttosto cauto e indeciso. Il 17 agosto Oudinot affrontò Wittgenstein nella prima battaglia di Polack, scontro conclusosi con una non decisiva vittoria francese; Oudinot fu immancabilmente ferito in battaglia (una scheggia di granata lo colpì gravemente a una spalla), e dovette lasciare il comando delle sue forze al maresciallo Laurent de Gouvion-Saint-Cyr per trascorrere la convalescenza a Vilna.
Il maresciallo tornò alla guida del II Corpo nel novembre seguente, quando la Grande Armata era ormai in piena ritirata dalla Russia. Oudinot ricevette il compito di presidiare un punto di attraversamento sul fiume Beresina, verso il quale era diretto il corpo principale dell'armata; il 24 novembre Oudinot strappò ai russi la città di Barysaŭ, ma non riuscì a impedire che il locale ponte sulla Beresina venisse distrutto dal nemico. Con l'assistenza dei genieri del generale Jean Baptiste Éblé, Oudinot avviò la costruzione di ponti di barche sulla Beresina, e il 26 novembre attraversò il fiume e mise in rotta le forze russe, aprendo così la via della salvezza ai resti della Grande Armata. Nel corso degli scontri della battaglia della Beresina Oudinot riportò la sua ventiduesima ferita in servizio, quasi fatale: una pallottola lo colpì al fianco e lo fece cadere da cavallo; nonostante le cure di Dominique-Jean Larrey, chirurgo personale di Napoleone, la pallottola non fu mai estratta dal corpo di Oudinot che dovette fare rientro in Francia sdraiato a bordo di un carro, sfuggendo di poco alla cattura da parte di un gruppo di cosacchi.

### Le campagne di Germania e Francia

Il blasone personale di Oudinot dopo la sua nomina a Duca di Reggio

Nell'aprile 1813 Oudinot, non ancora pienamente ristabilito dalle ferite riportate in Russia, fu richiamato in servizio come comandante del neo-costituito XII Corpo d'armata. Arrivato troppo tardi per prendere parte alla battaglia di Lützen, il XII Corpo combatté duramente alla battaglia di Bautzen il 20-21 maggio 1813; Oudinot fu quindi distaccato verso nord per marciare alla volta di Berlino, affrontando due volte le forze prussiane del generale Friedrich Wilhelm von Bülow prima ad Hoyerswerda il 28 maggio e poi a Luckau il 4 giugno ma senza riportare risultati decisivi, finché l'armistizio di Pleiswitz non pose temporaneamente fine alle ostilità. Il conflitto riprese il 16 agosto, e Oudinot si vide affidare un'armata su tre corpi con cui conquistare Berlino mentre Napoleone a sud teneva a bada le forze dell'Austria appena entrata in guerra; ancora una volta Oudinot, alle prese con un importante comando indipendente, dimostrò incertezza nell'azione e il 23 agosto la sua armata fu sconfitta nella battaglia di Großbeeren dalle forze prussiane, russe e svedesi del principe Carlo Giovanni (l'ex maresciallo francese Jean-Baptiste Jules Bernadotte), ripiegando in disordine su Wittenberg.

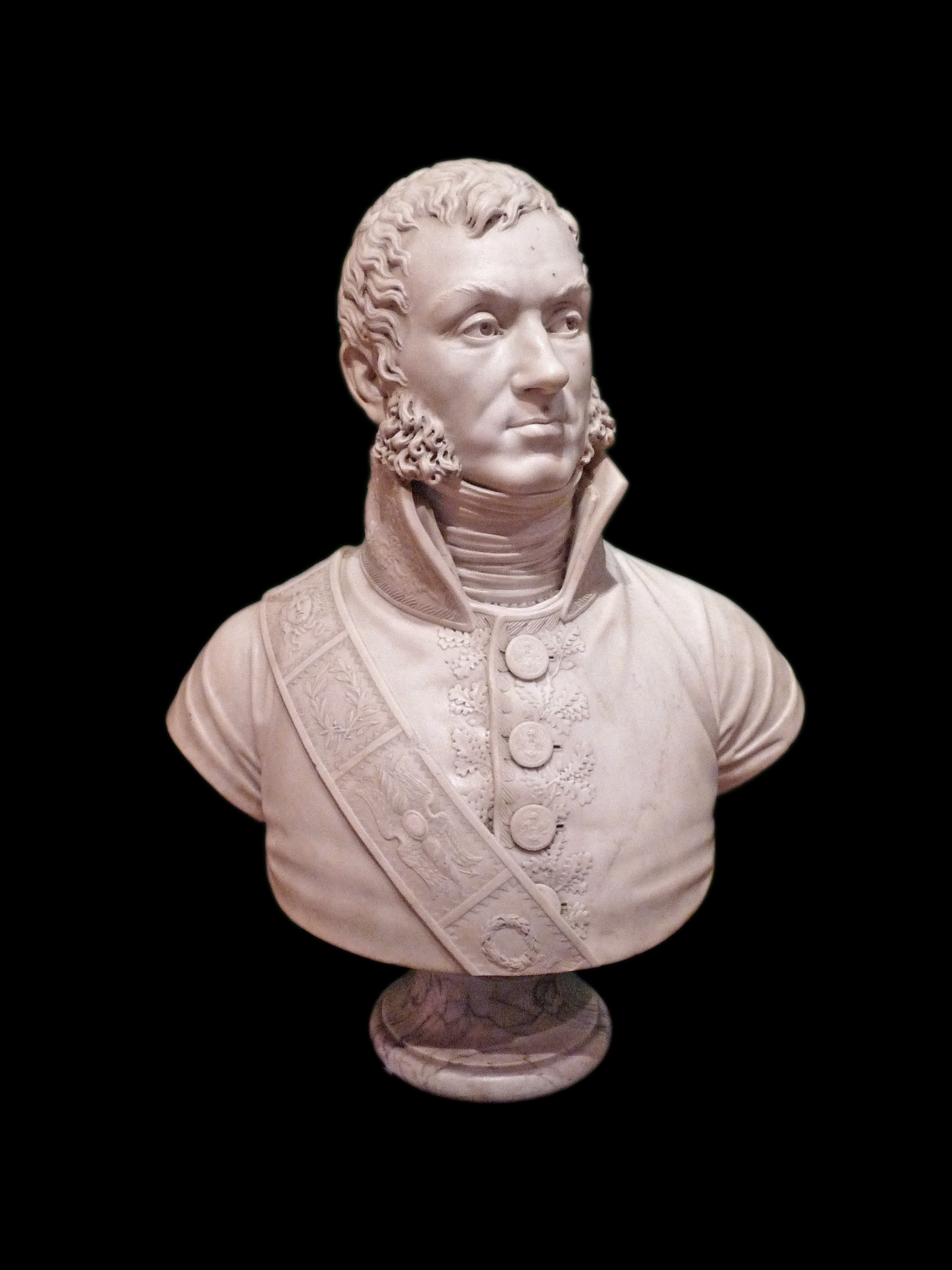
Un busto di Oudinot opera dello scultore François Masson

Il 3 settembre Oudinot fu sostituito da Michel Ney nella guida dell'Armata di Berlino, e tornò a comandare il solo XII Corpo d'armata subordinato al primo. L'armata di Ney mosse su Berlino solo per essere nuovamente sconfitta dai coalizzati nella battaglia di Dennewitz il 6 settembre, e dopo l'insuccesso sia Ney che Oudinot chiesero a Napoleone di essere sollevati dal comando; alla fine l'imperatore decise di sciogliere il XII Corpo e destinò Oudinot alla guida di due divisioni della Giovane Guardia all'interno della sua armata. Oudinot si dimostrò molto più abile come comandante subordinato allo stesso Napoleone, e la sua unità si batté bene nella decisiva battaglia di Lipsia il 16-19 ottobre 1813, difendendo strenuamente il ponte sul fiume Elster e infine occupando la retroguardia dell'armata francese in ritirata. Le sue condizioni di salute erano però quantomai precarie e, il 30 ottobre, dovette lasciare il comando e rientrare in convalescenza alla sua residenza privata di Château de Jean d'Heurs presso L'Isle-en-Rigault; qui rimase per diversi giorni in preda a una violenta febbre, anche se riuscì a ristabilirsi quasi completamente.
Con l'avvio dell'invasione alleata della Francia, alla fine del gennaio 1814 Oudinot fu richiamato al comando delle due divisioni della Giovane Guardia aggregate all'armata principale di Napoleone. Fu presente alla vittoria nella battaglia di Brienne il 29 gennaio, nel corso della quale riportò un'altra ferita (una palla di cannone lo colpì di striscio alla coscia), e poi alla sconfitta francese nella battaglia di La Rothière il 1º febbraio, al termine della quale coprì la ritirata del resto dell'armata. L'8 febbraio assunse il comando del VII Corpo d'armata schierato lungo la linea della Senna, che non riuscì a difendere dall'offensiva dei coalizzati a causa della grave scarsità di truppe a disposizione; appoggiò poi l'armata di Napoleone nella sua vittoria nella battaglia di Montereau il 18 febbraio. Lasciato a guardia della linea del fiume Aube, il 27 febbraio Oudinot dovette affrontare le soverchianti forze austriache di Karl Philipp Schwarzenberg nella battaglia di Bar-sur-Aube: il VII Corpo tenne la linea il più possibile prima di essere costretto a ritirarsi a causa delle pesanti perdite patite. Tra il 20 e il 21 marzo il VII Corpo combatté con l'armata di Napoleone alla battaglia di Arcis-sur-Aube; nel corso dello scontro, conclusosi con un'ennesima sconfitta dei francesi, Oudinot riportò la sua ventiquattresima e ultima ferita di guerra, potenzialmente fatale: una palla di moschetto lo colpì al petto, causando una ferita non grave perché impattò contro la sua Gran Croce della Legion d'onore portata appesa sull'uniforme.

### Ultimi anni

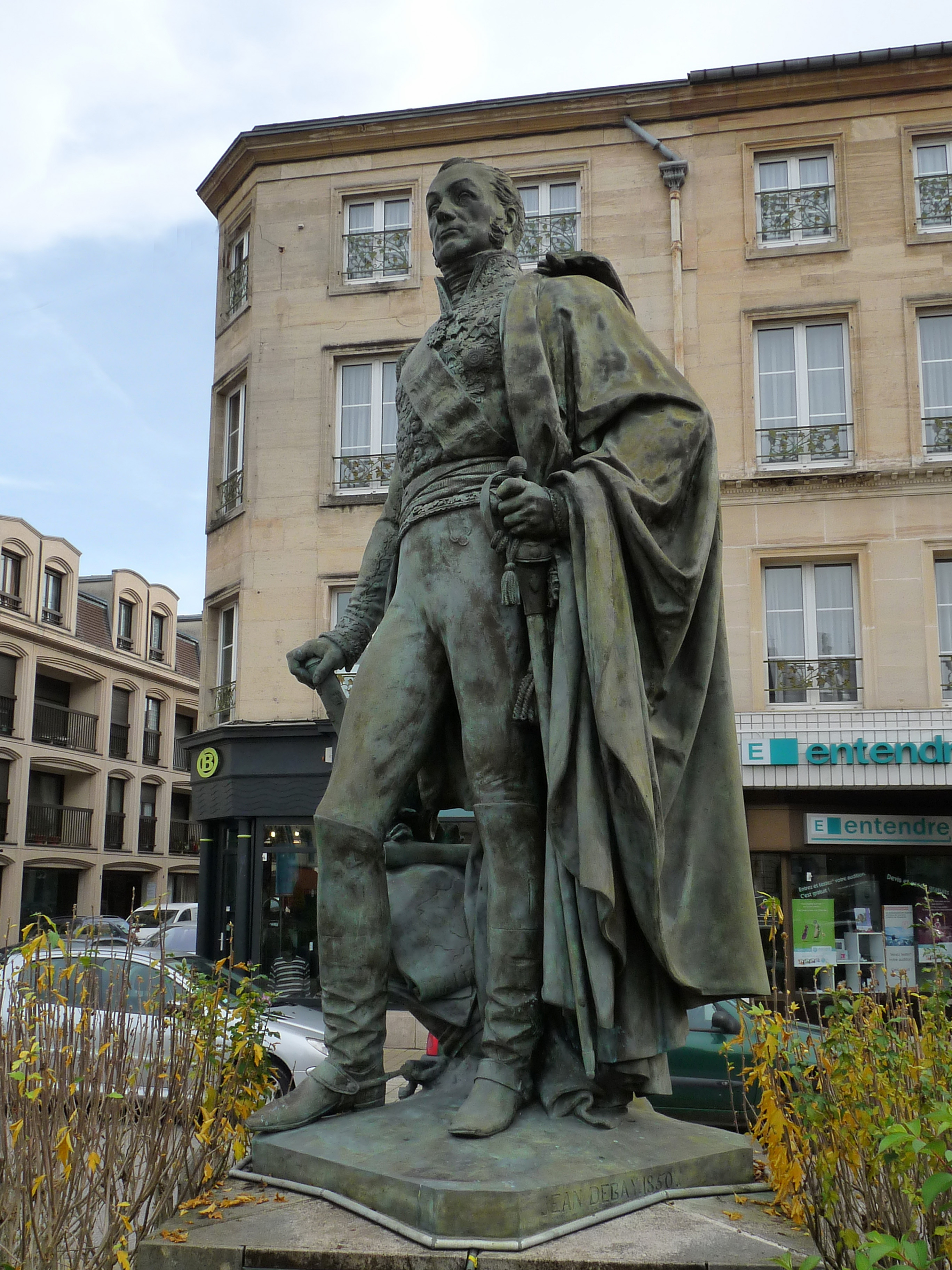
Il moderno monumento dedicato a Oudinot nella sua città natale di Bar-Le-Duc

Oudinot fu presente alla tempestosa riunione tra Napoleone e i suoi marescialli il 4 aprile a Fontainebleau, concordando con i suoi colleghi nella richiesta all'imperatore di un'immediata cessazione delle ostilità e una sua abdicazione al trono, cosa effettivamente avvenuta il 6 aprile seguente. Nel corso della prima Restaurazione Oudinot giurò fedeltà al ripristinato governo del re Luigi XVIII, e fu da questi nominato pari di Francia; al ritorno di Napoleone in Francia nel marzo 1815 Oudinot cercò di mantenere fedeli al re le truppe ai suoi ordini, ma quando queste disertarono per unirsi ai bonapartisti il maresciallo decise di ritirarsi a vita privata nella sua casa di Bar-le-Duc. Napoleone cercò personalmente di riprenderlo al suo servizio, ma Oudinot tenne fede al giuramento di fedeltà fatto al re Luigi e non giocò alcun ruolo durante i "cento giorni" e la campagna di Waterloo.
Dopo la seconda abdicazione di Napoleone, Oudinot ricoprì vari incarichi presso i governi monarchici, ponendosi spesso come elemento di conciliazione tra realisti e bonapartisti; fu grazie ai suoi sforzi che il suo collega maresciallo Davout riuscì a riconciliarsi con il governo regio. Nominato ispettore generale della Guardia nazionale di Parigi, Oudinot servì un'ultima volta sul campo nel 1823 come comandante di un corpo d'armata durante la "spedizione di Spagna" per sopprimere i locali moti liberali: scarsamente impegnato in azione, nel corso della spedizione Oudinot assunse l'incarico di governatore militare della Madrid occupata. Dopo la Rivoluzione di luglio del 1830 e la deposizione del re Carlo X di Francia, Oudinot lasciò il servizio nelle forze armate e si ritirò a vivere nella sua casa di Bar-le-Duc; l'ultimo suo incarico fu la nomina, nel 1842, a governatore dell'Hôtel des Invalides a Parigi, carica che mantenne fino alla sua morte, il 13 settembre 1847, all'età di ottant'anni.
Oudinot fu sepolto nel complesso degli Invalides; il suo nome è inciso sulla tredicesima colonna dell'Arco di Trionfo di Parigi. Tre dei suoi figli e altrettanti suoi nipoti furono generali dell'esercito francese; suo figlio Nicolas Charles Victor Oudinot fu, nel 1849, a capo del corpo di spedizione francese inviato da Napoleone III a reprimere la Repubblica Romana guidata da Giuseppe Mazzini. In suo onore, una strada di Parigi venne denominata Rue Oudinot.

## Araldica
|  |

|  |

|  |